# Arrecifes (município)

Arrecifes (partido) é um partido (município) da província de Buenos Aires, na Argentina. Possuía, de acordo com estimativa de 2019, 31.133 habitantes.

## Localidades
- Arrecifes: 24.336 habitantes
- Todd: 726 habitantes
- Viña: 483 habitantes

(INDEC 2.001)